# Rai Storia
Rai Storia je tematický kanál italské veřejnoprávní televize RAI.
Jedná se o dokumentární kanál typu History Channel na kterém běží dokumenty z archivu RAI, resp. její odnože Rai Educational a nejen. Kromě dokumentů tu mají i své místo pořady o historii a životopisné filmy světových umělců či historické velkofilmy. Zahraniční produkce se objevuje výjimečně. O víkendu jsou také vysílány filmy RAI z 50., 60. a 70. let, které se zapsaly do historie RAI. Jedná se především o televizní inscenace a televizní filmy.Vysílá volně ze satelitu Hot Bird.

## Výběr pořadů
- Art News – pořad o kultuře a umění
- Rewind – to nejlepší ze světových archivu